# لطفية الخطيب
لطفية بنت عبد الحميد الخطيب ولدت عام 1345هـ في مكة المكرمة وكانت رائدة التعليم الصحي والثقافي والاجتماعي. وهي حفيدة الشيخ عبد اللطيف العالم العلامة والمدرس بالمسجد الحرام وإمام الشافعية في عهد الاشراف وهي أيضاً زوجة الشيخ حامد فطاني (معلم الملك فهد )توفيت السيدة لطفية عام --.

## حياتها المهنية
أول من توظف من النساء السعوديات فكانت أول كاتبة كتبت باسمها الحقيقي في تاريخ الصحافة السعودية وذلك عام 1372هـ، (1952 م) كما أنها أول من أشرف على أول صفحة تُعنى بالمرأة، تلك الصفحة التي أصدرها الصحافي العريق حسن قزاز وأسماها «المرأة في بيتها» وذلك في عام 1379هـ.
ومما يُحمد للمؤلفة الباحثة أنها حاولت في كتابها ردّ الاعتبار للسيدة لطفية الخطيب، التي غابت ومعها دورها الصحافي الرائد عن بعض الإصدارات التي كثيراً ما حاولت أن توثق شيئا من مسيرة المرأة السعودية مع الإعلام، حيثُ نُسبت الريادة إلى غيرها، لكن الباحثة واعتماداً على وثائق برهنت أن السيدة الخطيب هي رائدة العمل الصحافي بلا منازع.
- أول من طالبت لمدة ستة عشر عاماً بتعليم الفتاة السعودية فكتبت في ضوء ذلك في صفحات الجرائد المحلية (الندوة - البلاد -عكاظ- المدينة).
- أشرفت على مدرسة دار الحنان لصاحبتها الأميرة عفت الثنيان آل سعود. وابدت رأيها قائلة: وصلت بنا السيارة إلى تلك الدار الكائنة بشارع المطار تطلعت إلى اللوحة وكأنها لوحة شرف تضعها المؤسسات تكلل أعمالهن الجليلة التي تبذلها من زمن لما فيه مساعدة نساء السعودية.[1]
- كاتبة في جريدة البلاد عام 1379 هـ فكانت تعالج شئون المرأة وواجبتها وتوجهها نحو التربية الصالحة.
- كاتبة لمواضيع اذاعية لبرامج ثقافية لبرامج المملكة العربية السعودية لخدمة التوعية والتثقيف الاجتماعي والصحي.

## انجازاتها
كُتب عنها في جريدة أم القرى من العدد 930 الجمعة 13 شوال 1361هـ، 23 أكتوبر 1942م في صفحتها الأولى تحت عنوان (فوز طالبة) «من أخبار مصر أن الحكيمة لطيفة بنت السيد عبد الحميد الخطيب عضو مجلس الشورى قد نالت شهادة الدبلوم من كلية الطب وجامعة فؤاد الأول في الولادة وأمراض النساء ورعاية الطفل والطب الشرعي، وكانت الأولى في الولادة والرابعة في مجموع العلوم من عموم طلبة القطر المصري لهذا العام وقد عينتها الحكومة المصرية حكيمة لمعهد التربية البدنية العالي للبنات. وهي أول فتاة سعودية نالت هذه الشهادة من الخارج فنقدم لها ولوالدها عظيم التهاني».
- نالت التقدير بعد 55 عاماً من وفاتها بحوزها على جائزة الأمير نايف بن عبد العزيز للمرأة السعودية المتميزة في 7بريل 2015. لسعيها بتحسين المجمتع.

## ذريتها و احفادها
- فيصل حامد فطاني.

له ابنتين:
- ريما فيصل فطاني.
- رنا فيصل فطاني.
- نبيل حامد فطاني.

له أربعة أبناء:
- تغريد نبيل فطاني
- فارس نبيل فطاني
- لميس نبيل فطاني
- منتصر نبيل فطاني
- ليلى حامد فطاني.

لديها ثلاثة أبناء:
- الاء ممدوح عبد الغقار.
- نهى ممدوح عبد الغقار.
- محمد ممدوح عبد الغقار.
- وئام حامد فطاني حفظها الله.

- خالد سعود شريف.
- نجود سعود شريف.
- لجين سعود شريف.